# Sandra Pascoe Ortiz

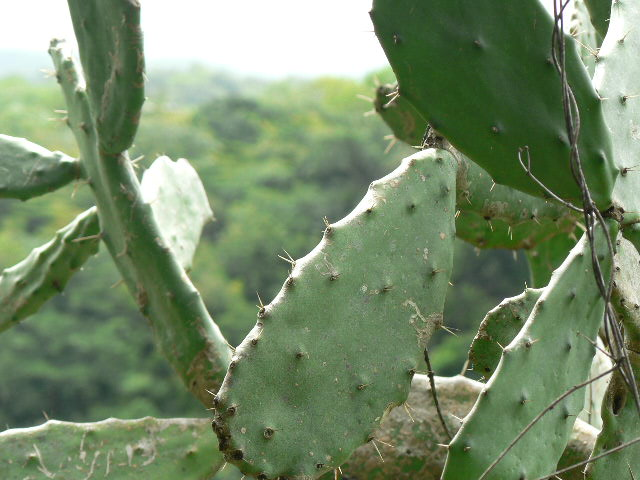
Opuntia megacantha

Sandra Pascoe Ortiz es investigadora ingeniera química mexicana. Doctor en Ciencias Biosistemática Ecología y Manejo de Recursos Naturales y Agrícolas. Es profesora de la Universidad del Valle de Atemajac en Zapopan. Es conocida por desarrollar una alternativa plástica no tóxica, renovable y biodegradable hecha de jugo de cactus.

## Trayectoria académica
Pascoe Ortiz terminó Ingeniería Química en la Universidad de Guadalajara en agosto de 1995. Obtuvo el grado de Maestro en Ciencias en Procesos Biotecnológicos en la misma universidad en agosto de 1999. Obtuvo el grado de Doctor en Ciencias en Biosistemática, Ecología y Manejo de Recursos Naturales y Agrícolas en la misma universidad en diciembre de 2020.
Comenzó a enseñar en la Universidad del Valle de Atemajac en enero de 2002. En enero de 2011, fue promovida como profesora investigadora y desde entonces trabaja en proyectos de desarrollo sostenible e innovación. 
En el año 2020, la investigadora fue galardonada al 1.er Premio IMPI a la Invención Mexicana, en la categoría Tecnología Verde, por su invención de mezcla para elaborar material plástico biodegradable.

## Líneas de investigación
En 2013, Pascoe Ortiz comenzó a investigar sobre el uso de nopal como base para plástico con algunos estudiantes. Hubo una falta de apoyo de la comunidad internacional, por lo tanto, una insuficiencia de equipo, materiales e interés de otros científicos, por lo que el estudio finalmente se abandonó. Posteriormente continuó el proyecto con un nuevo grupo de estudiantes.
Pascoe Ortiz descubrió que los cactus están compuestos por los mismos azúcares y gomas que componen la creación de sustancias biopoliméricas, que son los componentes básicos del plástico en sí. Inicialmente utilizaron la variedad de cactus más común en la cocina mexicana: Opuntia ficus indica, y luego cambiaron a Opuntia megacantha. El jugo de los cactus se extrae y se mezcla con glicerina, proteínas, ceras naturales y colorantes; luego se lamina y se deja secar. El producto terminado es muy maleable, lo que deja a Pascoe Ortiz para extender la investigación a la fabricación de una gama más amplia de productos.
A diferencia de la fabricación de plástico, el proceso no requiere petróleo crudo, ya que su extracción ha provocado muchas críticas por parte de los ambientalistas. También es carbono neutral, ya que el carbono que emitió al degradarse es igual al que absorbió al crecer.
El bioplástico elaborado a partir de cactus de tuna es renovable, ya que se toman pocas hojas de la planta, lo que permite que se regenere, en lugar de volver a crecer desde la semilla hasta la edad adulta, como la mayoría tras su utilización. Tampoco es tóxico y es seguro ingerirlo tanto para animales como para humanos. El bioplástico se degrada después de 2 a 3 meses y 7 días si se sumerge en agua.
Los investigadores extraen el jugo del cactus lo mezclan con aditivos naturales, lo vierten sobre una superficie plana donde se seca, teniendo como resultado un material similar al plástico el cual es flexible y duradero.
El proceso se realiza exclusivamente en el laboratorio de Pascoe Ortiz. Ella está experimentando con diversas especies de plantas de nopal nativas de México y está explorando el uso de cactus en juguetes, bolsas y otros productos plásticos para uso comercial a gran escala.
Se espera que con esta creación se desarrolle un bioplástico a base de nopal, se pueda generar un material para  impresoras 3D.  